# Maude Petre
 (janvier 2013).
Si vous disposez d'ouvrages ou d'articles de référence ou si vous connaissez des sites web de qualité traitant du thème abordé ici, merci de compléter l'article en donnant les références utiles à sa vérifiabilité et en les liant à la section « Notes et références ».
Maude Dominica Mary Petre, née le 4 août 1863 à Margaretting dans le district de Chelmsford et morte le 16 décembre 1942 à Londres, est une religieuse catholique britannique, écrivain et critique, qui a été impliquée dans la controverse moderniste.

## Biographie
Elle nait à Margaretting, dans l'Essex, en Angleterre ; du côté de son père elle appartient à une vieille famille de récusants; sa mère est une convertie. Elle est une petite-fille du treizième baron Petre, quatrième comte de Wicklow. Elle reçoit une éducation privée, comprenant une année passée à Rome pour étudier la scolastique. En 1890 elle rejoint les Filles du Cœur de Marie, un institut religieux qui permet à ses membres de vivre chez elles et de porter des vêtements laïcs au lieu des tenues habituelles des religieuses. En 1896, elle est nommée supérieure locale, et provinciale en 1900.
En 1900 commence son amitié avec le prêtre jésuite George Tyrrell, qui la présente à un cercle fréquenté par des intellectuels catholiques qui s'interrogent, comme Alfred Loisy, Henri Bremond et Friedrich von Hügel. Quand Tyrrell est chassé de chez les jésuites en 1906, elle lui ouvre sa maison et lui donne une petite pension.
En 1907, après la publication de son livre Catholicism and Independence: Being Studies in Spiritual Liberty, on lui refuse l'autorisation de renouveler ses vœux chez les Filles du Cœur de Marie. Peter Amigo (en), alors évêque de Southwark, lui refuse les sacrements dans son diocèse peu de temps après. Elle s'en accommode en pratiquant régulièrement dans un autre diocèse.
Elle passe le reste de sa vie à écrire des livres et des essais sur divers sujets, comme une biographie de son ancêtre, le neuvième Baron Petre ; une étude sur le Modernisme ; des considérations sur l'amitié de Tyrrell et de von Hügel, aussi bien qu'une étude sur Loisy qui n'est publiée qu'après la mort de l'auteur. Son autobiographie My Way of Faith est publiée en 1937. Elle meurt à Londres à l'âge de 79 ans.

### Travaux et écrits
Après la mort de son grand ami le prêtre catholique George Tyrrell en 1909, Maude Petre se préoccupe d'établir sa biographie. En 1912 elle la publie en deux volumes, bien que le premier soit en fait la propre autobiographie de Tyrrell racontant ses années de jeunesse. La sympathie évidente qu'elle montre pour lui dans sa querelle avec les autorités de l'Église catholique provoque la mise à l'Index de l'ouvrage par le Vatican en 1913.
Ses propres difficultés avec la hiérarchie catholique s'en trouvent accrues mais sa loyauté à la mémoire de Tyrrell se poursuit par la publication en 1914 des Essays on Faith and Immortality qu'il a écrits, ainsi que d'un recueil de ses lettres en 1920. Son livre sur le mouvement moderniste Modernism:its Failure and its Fruits (publié en 1918 mais déjà prêt en 1914) est une des premières analyses du mouvement moderniste. Il ne s'agit pas d'une étude objective, mais elle montre énormément de sympathie pour les catholiques modernistes, dont elle connait beaucoup personnellement, tandis qu'elle se montre très critique envers le mouvement anti-moderniste qui domine alors dans l'Église catholique. Pendant la Première Guerre mondiale, elle travaille comme infirmière en France, ce qui explique son intérêt croissant pour les thèmes sociaux et politiques comme on le voit dans ses écrits. Dans son livre Reflections of a Non-Combatant paru en 1915, elle critique l'euphorie patriotique irréfléchie des premiers moments de la guerre et montre une certaine sympathie pour les idéaux du pacifisme. Au cours de la guerre elle écrit plusieurs articles sur des thèmes semblables. En 1918, elle publie Democracy at the Cross-Roads, où elle souligne les limites de la démocratie à un moment où le droit de vote est en train de s'étendre considérablement.
En 1919, elle publie, avec J. Walker, un travail sur la Société des Nations en train de naître, State Morality and a League of Nations ; elle y analyse les difficultés pratique que rencontreraient les idéaux de la Ligue. Mais son livre de 1925 The Two Cities or Statecraft and Idealism manifeste son engagement en faveur de l'internationalisme et montre qu'une véritable réconciliation des peuples est nécessaire dans cette période d'après-guerre au-delà des simples ordres du jour politiques. Ce qui marque l'importance de Maude Petre, c'est qu'elle est la seule moderniste anglaise à écrire sur les questions sociales et politiques. La période de l'après-guerre ravive son intérêt pour les questions théologiques et religieuses dans la ligne de son engagement pour les idéaux du modernisme catholique. Cela signifie qu'elle est quelqu'un d'isolé dans l'Église catholique à cette période où le modernisme n'est plus au goût du jour. Malgré tout elle ne quitte jamais l'Église et même dans son livre semi-autobiographique My Way of Faith (1937), elle parle de sa fidélité personnelle envers elle et du besoin qu'elle a de ses conseils spirituels dans sa vie.
En 1928, elle publie une étude sur son ancêtre The Ninth Lord Petre qui montre que, dans sa génération, il a été aussi critique envers l'Église catholique qu'elle devait l'être dans la sienne. Par la suite, elle publie d'importantes études sur des grandes figures du modernisme, en particulier Von Hugel et Tyrrell, dans Von Hugel and Tyrrell : the Story of a Friendship (1937) et du moderniste français Alfred Loisy, dont elle est une amie proche, dans Alfred Loisy ; His Religious Significance (publié à titre posthume en 1944). Elle publie également de nombreux articles sur le modernisme et les sujets qui s'y rattachent, et d'ailleurs elle continue à écrire, pratiquement jusqu'à sa mort soudaine en décembre 1942. À cette occasion on lui accorde une messe de Requiem à Londres et elle est enterrée auprès de George Tyrrell à Storrington dans le Sussex où elle a vécu pendant de nombreuses années. L'évêque de son diocèse, Amigo, ne permet pas qu'un prêtre catholique officiât à son enterrement du fait qu'elle ne s'était pas repentie de ses conceptions modernistes. Ainsi, ses difficultés avec la hiérarchie catholique ont persisté jusqu'à la fin.